# 1962年乞討（禁止）法
《1962年乞討（禁止）法》（英語：Begging (Prohibition) Act, 1962）是尼泊爾議會於1962年4月11日通過的一項法案，於2018年正式生效。該法禁止人民乞討或鼓勵未滿16歲的兒童向他人行乞，經發現違反該法，可處以最高70尼泊爾盧比的罰款或面臨3個月的監禁。
《乞討（禁止）法》不適用於「在任何節日、慶典或宗教儀式中，須按照其習俗或儀式的禮俗所進行乞討和施捨的人民」，而當投訴人未能提出足以證明被投訴人違反該法之證據時，其可能被處以40尼泊爾盧比的罰款和面臨1個半月的監禁。該法的序言寫到：「禁止乞討的傳統以維持公眾的良好行為和道德秩序是合宜的。」
2014年，尼泊爾首都加德滿都約有5,000名乞討者，同年《加德滿都郵報》記者迪帕克·拜爾卡蒂（Dipak Bayalkoti）撰文表示，由於長期未執行該項法案，造成加德滿都的乞丐人數快速增加。2017年，《身心障礙者權利法》（Act Relating to Rights of Persons with Disabilities, 2074）明令「不得要求身心障礙人士參與乞討」。2018年8月，尼泊爾政府通過新版《刑法》和《刑事訴訟法》，禁止人民在街頭乞討或鼓勵他人乞討，如被發現於公共場所乞討，將被判處1個月以上、1年以下的監禁。2019年，加德滿都市長比迪亞·桑德爾·沙迦宣布將在該市的靜修所收容遊民、流浪漢等無家可歸者，使街道上不再出現乞討者。

## 外部連結
- 1962年乞討（禁止）法－尼泊爾法律委員會（英语：Nepal Law Commission）